# Tapa de objetivo

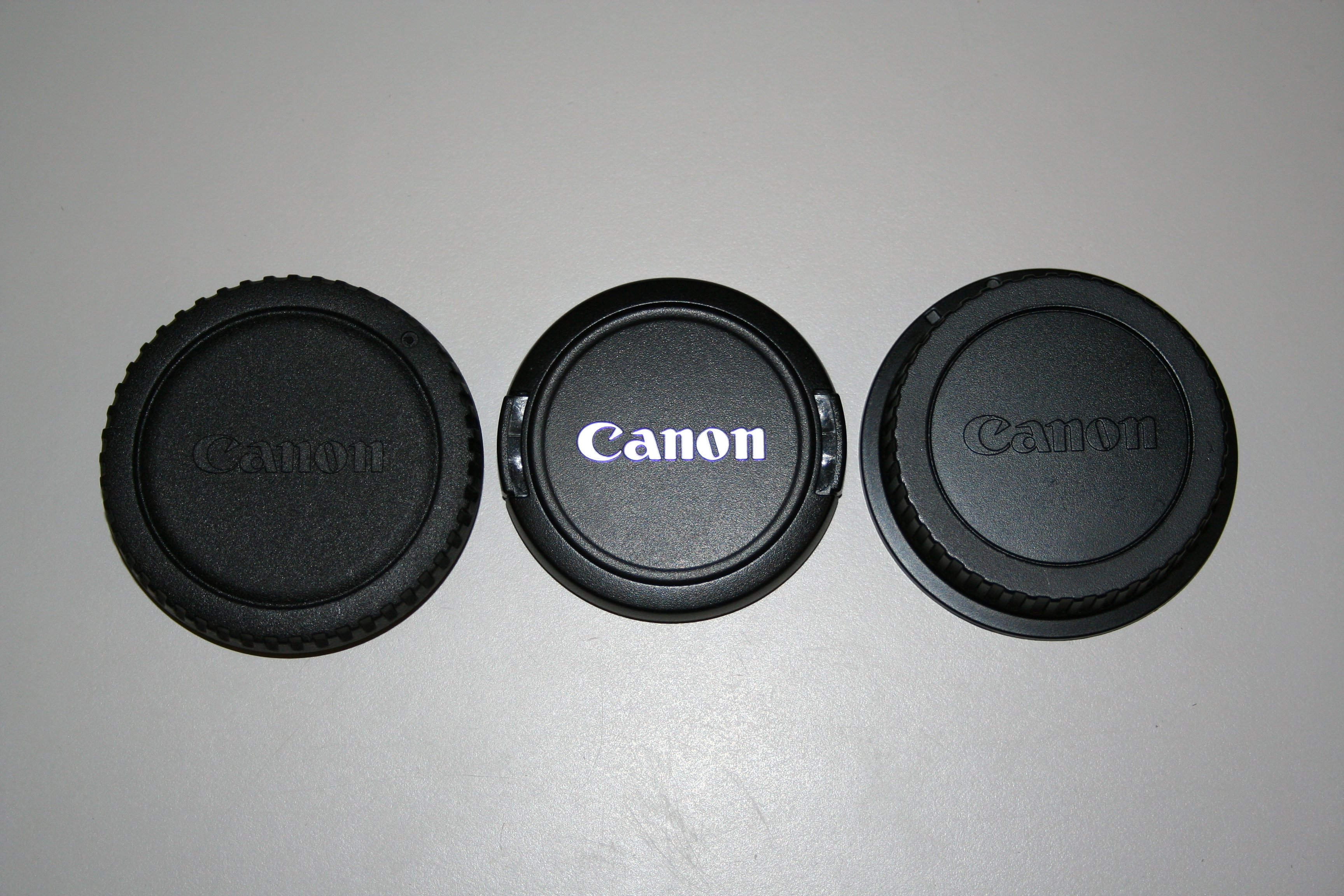
Tapas de objetivo de canon.

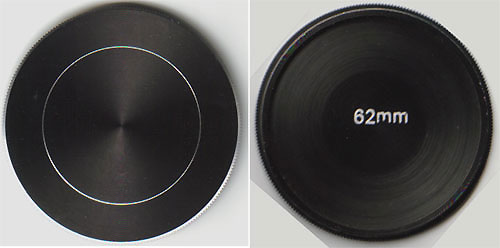
Tapa roscada de metal

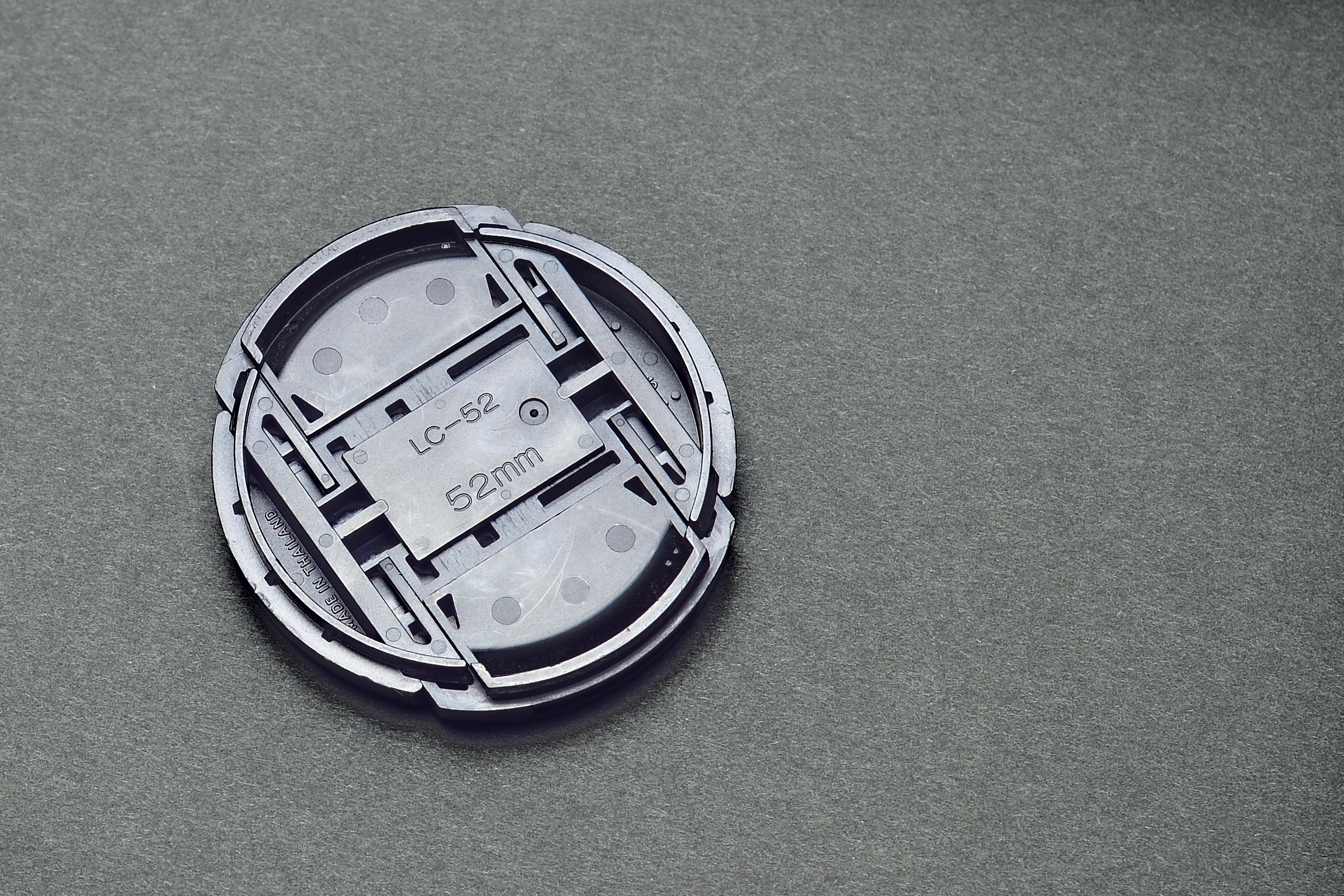
Tapa de objetivo (lado posterior) de Nikon LC-52

Una tapa de objetivo o cubierta de objetivo proporciona protección de arañazos y colisiones menores para un objetivo de una cámara fotogràfica o de Videocámara de mano. Las tapas de objetivo vienen estándar con muchas cámaras y objetivos. Algunos cámaras de móvil incluyen tapa de objetivo, como el Sony Ericsson W800, el Sony Ericsson K750 y el Sony Ericsson K550.
Una tapa de objetivo más segura es la tapa roscada de metal que no puede caer de un objetivo accidentalmente. A pesar de que la acción de atornillar la tapa toma más tiempo para sacarla para tomar una fotografía que una tapa de objetivo estándar, es más fuerte que el plástico y por tanto protege más.